# Vanda ustii
Vanda ustii es una especie de orquídea que se encuentra en las Filipinas. 

## Descripción
Es una planta de tamaño gigante, que prefiere el clima cálido, de hábitos epifitas monopodial con tallo alargado, erecto que lleva muchas hojas elegantemente curvadas que están desigualmente bilobuladas apicalmente. Florece en el otoño en una posición horizontal a colgante, más largo que las hojas, con la presencia de 12 flores fragantes.

## Distribución y hábitat
Se encuentra en las Filipinas en las elevaciones alrededor de 1250 metros. 

## Taxonomía
Vanda ustii fue descrita por Golamco, Claustro & de Mesa y publicado en Waling-Waling Rev. 8(1): 10. 2000.
Etimología
Vanda: nombre genérico que procede del nombre sánscrito dado a la especie  Vanda tessellata  en la India, también puede proceder del latín (vandi) y del griego (dios santísimo ).
ustii: epíteto otorgado en honor de la University of Santo Tomas o U.S.T.
sinonimia
- Vanda luzonica var immaculata[5][6]